# Cholatse
Der Cholatse, auch Jobo Lhaptshan genannt, ist ein Sechstausender in der Khumbu-Region des Himalayas in Nepal.
Er ist mit dem Taboche (6501 m) durch einen langen Gebirgsgrat verbunden. Der Cholagletscher ergießt sich von der Ostflanke des Bergs. Der Name des Berges leitet sich von seiner Lage oberhalb des Chola-Sees (Chola Tsho) ab. Der Berg steht in der Liste der Trekkinggipfel der Kategorie „A“.
Die Erstbesteigung des Cholatse gelang am 22. April 1982 Vern Clevenger, Galen Rowell, John Roskelley und Bill O’Connor über die Südwestflanke. Die Nordseite wurde erstmals 1984 durchstiegen.